# Palaeagrotis sibirica
Palaeagrotis sibirica är en fjärilsart som beskrevs av Otto Staudinger 1897. Palaeagrotis sibirica ingår i släktet Palaeagrotis och familjen nattflyn. Inga underarter finns listade i Catalogue of Life.